# Usurbil
Usurbil è un comune spagnolo di 6 166 abitanti della provincia di Gipuzkoa, nella comunità autonoma dei Paesi Baschi.

## Società

### Evoluzione demografica
Abitanti censiti

### Lingue e dialetti
Il dialetto basco locale appartiene alla variante gipuzkoana. Nel 2016, circa il 70% della popolazione era euskaldun ("bascofona").

## Amministrazione
Dalla Transizione spagnola ad oggi, le persone che hanno ricoperto la carica di sindaco (in basco alkatea, in spagnolo alcalde) sono state le sueguenti:
| Periodo | Periodo   | Primo cittadino             | Partito                              | Carica  | Note |
| ------- | --------- | --------------------------- | ------------------------------------ | ------- | ---- |
| 1979    | 1983      | Andres Bruño                | Partito Nazionalista Basco (EAJ-PNV) | Sindaco |      |
| 1983    | 1987      | Martin Larrañaga            | EAJ-PNV                              | Sindaco |      |
| 1987    | 1991      | Jose Antonio Altuna         | Herri Batasuna (HB)                  | Sindaco |      |
| 1991    | 1995      | Jose Antonio Altuna         | HB                                   | Sindaco |      |
| 1995    | 1999      | Jose Antonio Altuna         | HB                                   | Sindaco |      |
| 1999    | 2003      | Jose Antonio Altuna         | Euskal Herritarrok                   | Sindaco |      |
| 2003    | 2007      | Luis Maria Ormaetxea        | Eusko Alkartasuna                    | Sindaco |      |
| 2007    | 2011      | Xabier Mikel Errekondo      | Azione Nazionalista Basca (EAE-ANV)  | Sindaco |      |
| 2011    | 2015      | Mertxe Aizpurua             | Bildu                                | Sindaca |      |
| 2015    | 2019      | Xabier Arregi               | Euskal Herria Bildu (EH Bildu)       | Sindaco |      |
| 2019    | 2023      | Agurtzane Solaberrieta Mesa | EH Bildu                             | Sindaca |      |
| 2023    | in carica | Agurtzane Solaberrieta Mesa | EH Bildu                             | Sindaca |      |